# Спаркс, Пол
Пол Спаркс (англ. Paul Sparks, род. 16 октября 1971, Лотон) — американский актёр. Наиболее известен по ролям Мики Дойла в телесериале HBO «Подпольная империя» и Тома Йейтса в политической драме Netflix «Карточный домик», за которую был номинирован на «Эмми» в категории «Лучший приглашённый актёр в драматическом телесериале».

## Жизнь и карьера
Спаркс родился в Лотоне в семье футбольного тренера средней школы Майка Спаркса и учительницы начальной школы. Он учился в средней школе Марлоу, где его отец был тренером; он выпустился в 1990 году. Спаркс получил стипендию на химическом факультете в Государственном университете Оклахомы, однако позже перевёлся в Школу искусств Тиша Нью-Йоркского университета. Он получил диплом бакалавра изящных искусств в 1995 году.
В 2010 году Спаркс получил регулярную роль Мики Дойла в драматическом телесериале HBO «Подпольная империя», который был создан Теренсом Уинтером, Мартином Скорсезе и Марком Уолбергом. Сериал закончился в 2014 после пяти сезонов.

## Фильмография

### Аудиокниги
- Стивен Кинг - Билли Саммерс (2021)

## Личная жизнь
Спаркс женат на актрисе Энни Пэррис, с которой познакомился в 2005 году. У супругов есть сын Эмметт (род. 2009) и дочь Лидия (род. 2014).
У Спаркса сахарный диабет 1-го типа. Он и актёр Майкл Шеннон являются хорошими друзьями; они вместе работали в нескольких проектах, в том числе «Пропавший без вести», «Мад», «Подпольная империя», «Трагедия в Уэйко» и «Специальный полуночный выпуск».

## Награды и номинации
| Год  | Награда                        | Категория                                             | Работа                   | Результат |
| ---- | ------------------------------ | ----------------------------------------------------- | ------------------------ | --------- |
| 2000 | Драма Деск                     | Лучший актёр в спектакле                              | Койот на заборе          | Номинация |
| 2004 | Драма Деск                     | Лучший актёр в спектакле                              | Чёрная птица             | Номинация |
| 2005 | Драма Деск                     | Лучший главный актёр в спектакле                      | Оранжевая цветочная вода | Номинация |
| 2007 | Драма Деск                     | Лучший актёр в спектакле                              | Необходимая самооборона  | Номинация |
| 2010 | Премия Гильдии киноактёров США | Лучший актёрский состав в драматическом сериале       | Подпольная империя       | Победа    |
| 2011 | Премия Гильдии киноактёров США | Лучший актёрский состав в драматическом сериале       | Подпольная империя       | Победа    |
| 2011 | Драма Деск                     | Лучший актёр в спектакле                              | Сумрак звонит в колокол  | Номинация |
| 2012 | Премия Гильдии киноактёров США | Лучший актёрский состав в драматическом сериале       | Подпольная империя       | Номинация |
| 2013 | Премия Гильдии киноактёров США | Лучший актёрский состав в драматическом сериале       | Подпольная империя       | Номинация |
| 2013 | Независимый дух                | Приз Роберта Олтмена                                  | Мад                      | Победа    |
| 2014 | Премия Гильдии киноактёров США | Лучший актёрский состав в драматическом сериале       | Подпольная империя       | Номинация |
| 2016 | Люсиль Лортель                 | Лучший главный актёр в спектакле                      | Похороненное дитя        | Номинация |
| 2016 | Эмми                           | Лучший приглашённый актёр в драматическом телесериале | Карточный домик          | Номинация |